# تيميا توث
تيميا توث (بالمجرية: Tóth Tímea)‏ مواليد 16 سبتمبر 1980 في المجر، هي لاعبة كرة يد مجرية. مثلت منتخب المجر لكرة اليد للسيدات. شاركت في دورة الألعاب الأولمبية الصيفية سنة 2004. حققت المركز الثاني في بطولة العالم لكرة اليد للسيدات 2003.

## سجل المنافسة
شاركت في البطولات التالية:
- بطولة العالم لكرة اليد للسيدات 2003
- بطولة العالم لكرة اليد للسيدات 2005
- بطولة العالم لكرة اليد للسيدات 2007
- بطولة العالم لكرة اليد للسيدات 2009
- بطولة أوروبا لكرة اليد للسيدات 2002
- بطولة أوروبا لكرة اليد للسيدات 2004
- بطولة أوروبا لكرة اليد للسيدات 2006
- بطولة أوروبا لكرة اليد للسيدات 2010

## الميداليات
| الميدالية | المسابقة                            |
| --------- | ----------------------------------- |
| فضية      | بطولة العالم لكرة اليد للسيدات 2003 |
| برونزية   | بطولة العالم لكرة اليد للسيدات 2005 |
| برونزية   | بطولة أوروبا لكرة اليد للسيدات 2004 |

## روابط خارجية
- تيميا توث على موقع الاتحاد الأوروبي لكرة اليد (الإنجليزية)
- تيميا توث على موقع اللجنة الأولمبية الدولية (الإنجليزية)
- تيميا توث على موقع أوليمبيديا (الإنجليزية)